# Барбара Картланд
Дама Мери Барбара Хамилтон Картланд, (9. јул 1901 – 21. мај 2000) је била енглеска списатељица, позната као "Краљица романсе", која је објавила и  историјске и савремене љубавне романе, а у којима је радња смештена првенствено у викторијански или едвардијански период. Картландова је једна од најпродаванијих аутора широм света 20. века.
Многи њени романи су адаптирани у телевизијске филмове, укључујући A Hazard of Hearts, A Ghost in Monte Carlo и Duel of Hearts.
Њени романи су преведени са енглеског на бројне језике, чиме је Картландова пета најпревођенија ауторка у свету (напомена: не укључујући библијска дела). Њен плодан рад обухвата око 723 романа.
Иако је најпознатија по својим љубавним романима, писала је и биографије, драме, музику, стихове, оперете и неколико књига о здрављу и кувању. Такође је давала савете ТВ публици и читаоцима у новинским часописима.
Продала је више од 750 милиона примерака својих књига, иако други извори процењују њену укупну продају на више од две милијарде. На корицама њених романа налазила су се уметничка дела у стилу портрета, које је обично дизајнирао Френсис Маршал (1901 – 1980).
Барбара Картланд је такође била пословна жена која је била шеф Cartland Promotions-а. Била је лондонска друштвена фигура, често обучена у ружичасту хаљину од шифона, шешир са перјем, плаву перику и тешку шминку.

## Биографија

### Младост и образовање
Рођена је у Бирмингему, као једина ћерка и најстарије дете официра британске војске, мајора Џејмса Бертрама „Бертија“ Фокнера Картланда (1876–1918) и његове супруге Мери Хамилтон Скобел, познате као "Поли" (1877–1976). Барбара Картланд је имала два брата: мајора Роналда Картланда, члана парламента  који је служио као војни мајор у Другом светском рату (1907–1940), и Џејмса Ентонија „Тонија“ Хамилтона Картланда (1912–1940). Обојица су погинули у ратном сукобу у Фландрији.
Иако је рођена у удобности више средње класе, финансије породице Картланд нагло су се погоршале убрзо након њеног рођења. Картландова је касније приписала овај пад самоубиству њеног деде по оцу, Џејмса Картланда, који је, како је изјавила, био финансијер који је пуцао у себе након банкрота. Међутим, према упису у регистар заоставштине, Џејмс Картланд, власник ливнице месинга Џејмс Картланд & Син Лтд, оставио је имање од 92.000 фунти, што сугерише да је верзија догађаја Барбаре Картланд донекле маштовита.
Убрзо је уследила смрт њеног оца у Бери о Баку у Првом светском рату. Њена мајка је отворила продавницу у Лондону да би саставила крај с крајем и да би одгајала Барбару и њена два брата, који су погинули у борби 1940.
Барбара Картланд се школовала у приватним школама за девојке: школи Алис Отли, колеџу за девојчице Малверн и образовној установи Аби Хаус у Хемпширу. Постала је успешна као друштвени извештач после 1922. и писац романтичне фантастике; изјавила је да су је у свом раном стваралаштву инспирисали романи едвардијанске ауторке Елинор Глин, коју је обожавала и са којом се на крају спријатељила.

### Брак и везе
Према некрологу објављеном у The Daily Telegraph-у Картландова је наводно раскинула своју прву веридбу, са официром Гарде, када је сазнала за сексуални однос. Ова тврдња се уклапа са њеним имиџом у каснијем животном добу као представници генерације у којој се о таквим стварима никада није разговарало, али се не уклапа са њом с обзиром да је произвела рад 1920-их који је у то време био контроверзан по својој сексуалној теми. Тврдила је да је одбила 49 предлога за брак пре него што се удала за капетана Александра „Сашија“ Џорџа МекКоркодејла, 23. априла 1927, официра британске војске из Шкотске и наследника штампарског богатства. Развели су се 1933. а он је умро од срчане инсуфицијенције 1964.
Њихова ћерка, Рејн МекКоркодејл (9. септембар 1929 – 21. октобар 2016), за коју је Барбара Картланд касније тврдила да је ћерка Џорџа Сатерленда-Левесона-Гауера, 5. војводе од Сатерленда, или принца Џорџа, војводе од Кента, постала је „Дебитанткиња године“ 1947. године. Након развода од МекКоркодејла 1933. године, који је укључивао оптужбе и противтужбе за неверство, Картландова се 28. децембра 1936. удала за рођака свог бившег мужа, Хјуа МекКоркодејла. Картланд и њен други муж, који је умро 1963. године, имали су два сина: Јана МекКоркодејла (рођеног 11. октобра 1937), бившег издавача Дебретса, и Глена МекКоркодејла (рођеног 1939), берзанског посредника.
Барбара Картланд је одржала дуго пријатељство са лордом Маунтбатеном од Бурме, за чију је смрт 1979. рекла да је била „највећа туга у мом животу“. Маунтбатен је подржавао Картландову у њеним разним добротворним радовима, посебно за колеџ Уједињеног света, и чак јој је помогао да напише своју књигу Љубав на кормилу, пружајући основне поморске и историјске информације. Меморијални фонд Маунтбатен, који је основао Маунтбатенов пранећак Чарлс, принц од Велса (касније краљ Чарлс III), након што је Маунтбатен убијен у Ирској, примио је приход од ове књиге након објављивања 1980.
Када је Картландова сазнала да млада Дајана, принцеза од Велса воли да чита њене романе, почела је да јој шаље ране копије. Међутим, као одрасла, Дајана, њена паунука, није позвала Картландову на венчање са принцом од Велса. Картландова је касније отворено критиковала Дајанин развод, иако је јаз између њих поправљен непосредно пре Дајанине фаталне саобраћајне несреће у Паризу 1997. Према књизи Тине Браун о принцези, Картландова је једном приметила: „Једине књиге које је Дајана икада прочитала биле су моје, и нису биле баш добре за њу“.

## Романи
Након годину дана као колумнисте трачева у Дејли Експресу, Картландова је објавила свој први роман, Jigsaw (Слагалица) (1923), друштвени трилер који је постао бестселер. Такође је почела да пише и продуцира помало жестоке драме, од којих је једну, Крвави новац (1926), забранила Канцеларија Лорда Чемберлена. Током 1920-их и 1930-их, Картландова је била истакнута млада домаћица у лондонском друштву, позната по својој лепоти, енергичном шарму и смелим забавама. Њен смисао за моду је такође имао улогу, а она је била један од првих клијената дизајнера Нормана Хартнела; остала је његов клијент све до његове смрти 1979. године. Он јој је направио и венчанице; ово друго је направљено по њеном сопственом дизајну противно Хартнеловој жељи, а она је признала да је то био неуспех.
Године 1950, Барбара Картланд је оптужена за плагијат од стране ауторке Жоржет Хејер, након што је један читалац скренуо пажњу на очигледно позајмљивање Хајерових имена ликова, карактерних особина, дијалога и заплета у раним историјским романсама Картландове. Конкретно, A Hazard of Hearts (1949) је реплицирао ликове (укључујући имена) из Хејеровог Friday's Child (1944) и The Knave of Hearts (1950) који, како је Хејер тврдила, „концепција..., главни ликови и многи инциденти потичу директно из моје ране књиге под насловом These Old Shades, први пут објављене 1926... За неке мање ситуације и друге ликове користила је четири моја друга романа." Хејер је завршила детаљну анализу наводних плагијата за своје адвокате, али случај никада није дошао на суд.
Поред писања романа, Картландова је 1950-их написала водич за брачни живот, који је у Ирској био забрањен.
Упркос својим питомим причама, њени каснији романи били су веома успешни. До 1983. добила је најдужи унос у књизи Ко је ко (иако је већи део тог чланка била листа њених књига), а Гинисова књига рекорда је прогласила најпродаванијим аутором на свету. Поред тога, 1976. године, Картландова је написала 23 романа, што јој је донело упис у Гинисову књигу рекорда за највише романа написаних у једној години. Седамдесете и осамдесете биле су њен најплоднији период; такође се редовно појављивала на телевизији у то доба.
Године 2000. њени издавачи су проценили да је Картландова од почетка њене списатељске каријере 1923. произвела укупно 723 наслова.
Средином 1990-их, до када је продала преко милијарду књига, Vogue је Картландову назвао "правом краљицом романтике". Постала је ослонац популарних медија са својим заштитним знаком ружичастих хаљина и шешира са перјем, говорећи о питањима љубави, брака, политике, религије, здравља и моде. Она се јавно противила уклањању молитве из државних школа, и говорила против неверства и развода, иако је признала да је упозната са оба ова предмета.

## Допринос ваздухопловству
Приватно, Картландова се заинтересовала за рани покрет ваздухопловног једриличарства и 1931. створила и осмислила вучу у једрилици која носи пошту на 360 км. За овај допринос 1984. године добила је награду Bishop Wright Air Industry Award.
Током 1920-их и 30-их година редовно је посећивала аеродром у Бруклендсу и мото-тркалиште, а Музеј Бруклендса је сачувао дневну собу из тог доба и назвао је по њој.

## Биографије
Барбара Картланд је написала неколико биографија великих личности, укључујући Metternich: The Passionate Diplomat (Метерних: Страствени дипломата) 1964, The Outrageous Queen: A Biography of Christina of Sweden (Разуздана краљица: Биографија Кристине из Шведске) 1956, The Private Life of Charles II: The Women He Loved (Приватни живот Чарлса II: Жене које је волео) 1958. и Josephine, Empress of France (Жозефина, царица Француске) 1961. године. Њена биографија Клеменса фон Метерниха била је фокусирана на његове бројне љубавне везе и садржала је одломке као што су: „Био је мужеван, искусан и задовољавајући љубавник... Чак и најсофистицираније жене су се осећале као да су у његовом наручју научиле нешто што никада раније нису знале. Свака жена се уз њега уздизала до висине емоционалне екстазе изван моћи изражавања.“ 

## Политички утицај
Након смрти њеног брата Роналда Картланда, конзервативног члана парламента током Другог светског рата, Картландова је објавила његову биографију са предговором премијера Винстона Черчила.
Рат је означио почетак доживотног интересовања за грађанско благостање и политику за Картландову, која је служила Ратној канцеларији у различитим добротворним активностима, као и бригади хитне помоћи Светог Јована. Године 1953. уведена је у Бакингемску палату као командант Ордена Светог Јована Јерусалимског за своје заслуге.
Године 1955. Картландова је изабрана за саветника у Савету округа Хертфордшир као конзервативац и служила је девет година. Током овог периода успешно је водила кампању за реформу старачких домова, побољшање плата бабица и легализацију образовања за ромску децу.

## Музика
Радио оперету, The Rose and the Violet (Ружа и љубичица), коју је емитовао Би-Би-Си 1942. године, компоновао је Марк Лубок са књигом и текстовима Картландове. Постављен је на едвардијанској позадини Хајд парка.
Барбара Картланд је снимила ЕП плочу у сарадњи са Краљевским филхармонијским оркестром 1978. године, под називом Албум љубавних песама објављен преко State Records, уз продукцију Нормана Њуела. На албуму је Картландова изводила обраде серије популарних стандарда, укључујући "I'll Follow My Secret Heart" (Пратићу своје тајно срце) и "A Nightingale Sang in Berkeley Square" (Славуј је певао на Беркли скверу).

## Почасти
У јануару 1988. Картландова је добила Médaille de Vermeil de la Ville de Paris, највише признање града Париза, за објављивање 25 милиона књига у Француској.
Године 1991. Краљица Елизабета II је Картландовој дала звање Даме команданта Реда Британске империје (Орден Британског царства) у част ауторкиног скоро 70 година књижевног, политичког и друштвеног доприноса.
Воштана фигура Картландове била је изложена у музеју Мадам Тисо, иако је према речима њеног сина Јана, Картландова била незадовољна јер није била „довољно лепа“.
Била је тема филма Ово је твој живот у два наврата, у марту 1958. и децембру 1989.
Бивша резиденција Картландове, названа River Cottage, која се налази у Грејт Барфорду, Бедфордшир, у којој је живела од 1941. до 1949. године, биће одликована Плавом плакетом наслеђа која је такође споменик у част њеној књижевној каријери.

## Смрт и наслеђе
Барбара Картланд је умрла у сну 21. маја 2000, у својој резиденцији, Кемфилд Плејс, близу Хетфилда, Хертфордшир, у 98. години. Она је боловала од лошег здравља и деменције шест месеци пре тога, а затим је била везана за кревет. Оба њена сина, Јан и Глен, били су присутни поред њеног кревета када је умрла. Убрзо након тога, њена ћерка из првог брака, Рејн, отпутовала је у породичну кућу.
Након што је Картландова првобитно одлучила да жели да буде сахрањена у својој локалној жупној цркви, са ковчегом од мермерне конструкције, прекривеним анђелима, ово је касније промењено; сахрањена је у картонском ковчегу, због њене бриге за питања животне средине. Сахрањена је на свом приватном имању у Хетфилду, у Хертфордширу, испод храста који је посадила краљица Елизабета I. Картландова је оставила бруто имовину од 1.139.123 фунти, али након дугова и обавеза, нето сума је била нула. Једном је признала: „Немам појма шта зарађујем... Повремено се питам: "Јесмо ли у дуговима?" Увек смо.“ 

## Постхумне публикације
Картландова је иза себе оставила серију од 160 необјављених романа, познатих као Barbara Cartland Pink Collection. Њих је у формату е-књига објавио њен син Јан; сваког месеца излазио је нови роман из те збирке све док 2018. године није објављено свих 160 романа.
Године 2010, поводом 10. годишњице њене смрти, први роман Барбаре Картланд, Jigsaw (први пут објављен 1925.), поново је штампан.
„Као почаст Њеном Величанству Краљици на њеном дијамантском јубилеју и Барбарином трајном позиву романтичара, њени издавачи су поново објавили њену колекцију каталога под називом – „Вечна колекција“. Ова збирка, објављена почевши од новембра 2013, укључује неке романе објављене у време када је краљица Елизабета II ступила на престо 1952.
Поред тога, њене колекције е-књига су доступне на шпанском, италијанском, немачком и холандском.

## Играни филмови
BBC Four је емитовао биографски драмски филм под називом Заљубљен у Барбару (26. октобра 2008.), са Ен Рид у улози Барбаре и Дејвидом Ворнером у улози лорда Маунтбатена. Филм је написала Жака Меј.
Њен последњи пројекат требало је да буде снимљен и интервјуисан за њену животну причу (режија Стивен Глен). Документарац, Virgins and Heroes, укључује ране снимке кућног биоскопа. Дама Барбара је почетком 2000. покренула своју веб страницу са ружичастим рачунарима.

## Архиве
- Неки радови Барбаре Картланд чувају се у Женској библиотеци при Библиотеци Лондонске школе економије, реф 7БЦА Архивирано 2013-07-17 на сајту